# Хромцово (Тверская область)
Хромцово — деревня в Рамешковском районе Тверской области.

## География
Находится в восточной части Тверской области на расстоянии приблизительно 1 км на север от районного центра поселка Рамешки.

## История
Упоминалась в 1627—1629 годах как пустошь во владении Троице-Сергиева монастыря. В 1678 году уже в деревне Хромцово 6 крестьянских дворов, в 1709 — 3 крестьянских двора и 3 пустых двора 1887 — 34, в 1859 — 25, в 1936 — 51 хозяйство. В советское время работали колхозы колхоз «Хромцово», «Общий труд» и «Прогресс». В 1998 году в деревне 29 домов постоянных жителей и 15 — собственность наследников и дачников. До 2021 входила в сельское поселение Некрасово Рамешковского района до их упразднения.

## Население
Численность населения: 188 человек (1859 год), 224 (1887), 240 (1936), 85 (1989, в том числе русские 69 %), 54 (русские 85 %) в 2002 году, 70 в 2010.